# Полярная пуночка
Полярная пуночка (лат. Plectrophenax hyperboreus) — вид птиц из рода Пуночки. Весьма близка к родственному виду — пуночке. Англоязычное название птицы дано в честь американского натуралиста Чарльза Маккея.
Размножается на двух островах в Беринговом море (Остров Святого Матвея и Холл). Диета подобна таковой у пуночки, то есть зимой питается семенами, а летом — семенами, зачатками и насекомыми.